# ديريك آموس
ديريك آموس (بالإنجليزية: Derek Amos)‏ هو سياسي أسترالي، ولد في 5 أغسطس 1942. انتخب عضو الجمعية التشريعية فيكتوريا.